# Aboubacar Ibrahima Toungara
Aboubacar Ibrahima Toungara, né le 15 novembre 1994 à Bamako (Mali), est un footballeur malien évoluant au poste de milieu à Cheonan City, en prêt de Suwon Samsung Bluewings.

## Biographie

### En équipe nationale
Il participe avec l'équipe du Mali des moins de 20 ans à la Coupe d'Afrique des nations junior en 2013. Lors de cette compétition, il joue un match contre le Gabon. Le Mali s'incline en demi-finale contre le Ghana.

## Palmarès
- Champion du Maroc de D2 en 2016 avec le CA Khénifra